# La Volée captive
Pour plus de détails, voir Fiche technique et Distribution.
La Volée captive (Пленено ято, Pleneno yato) est un film bulgare réalisé par Ducho Mundrov, sorti en 1962.

## Synopsis
Le film s'intéresse à la résistance en anti-fasciste en Bulgarie.

## Fiche technique
- Titre : La Volée captive
- Titre original : Пленено ято (Pleneno yato)
- Réalisation : Ducho Mundrov
- Scénario : Emil Manov
- Musique : Georgi Genkov
- Photographie : Georgi Alurkov
- Société de production : Boyana Film et Bulgar Film
- Pays :  Bulgarie
- Genre : Drame
- Durée : 91 minutes
- Dates de sortie : 
  -  Bulgarie : 3 septembre 1962

## Distribution
- Dimitar Buynozov : Boris
- Stefan Iliev : Vladimir
- Asen Kisimov : Petar
- Kiril Kovachev : Hristo
- Petar Slabakov : Anton
- Atanas Velikov : Vasil

## Distinctions
Le film a été présenté en sélection officielle en compétition au Festival de Cannes 1962.